# 拉瓦讷
拉瓦讷（法語：Lavannes，法語發音：[lavan]）是法国马恩省的一个市镇，属于兰斯区。

## 地理
拉瓦讷（49°18'49"N, 4°10'16"E）面积17.77 平方千米，位于法国大東部大區马恩省，该省份为法国东北部内陆省份，北起阿登省，西北接埃纳省，西南接塞纳-马恩省，南至奥布省，东南接上马恩省，东临默兹省。
与拉瓦讷接壤的市镇（或旧市镇、城区）包括：叙普河畔伊勒、贝吕、科雷勒、埃普瓦、厄特雷日维尔、波马克勒、圣马姆、瓦默里维尔。

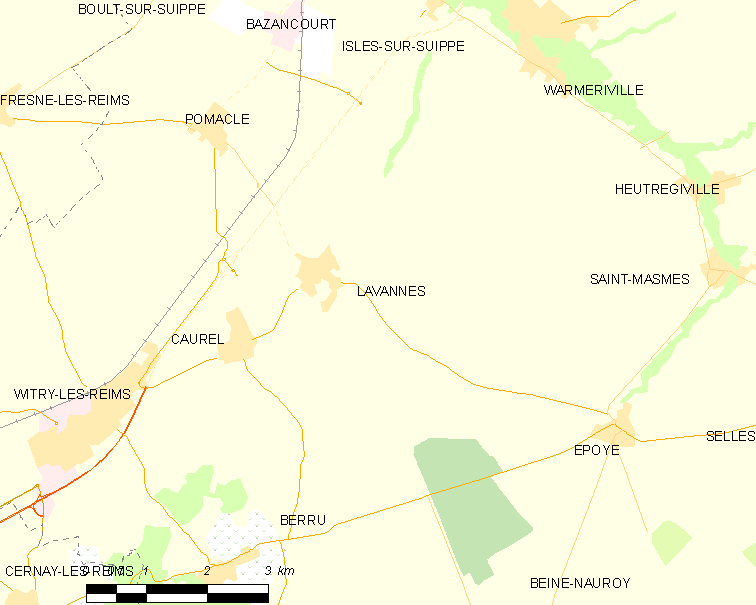
拉瓦讷的OSM定位图

拉瓦讷的时区为UTC+01:00、UTC+02:00（夏令时）。

## 行政
拉瓦讷的邮政编码为51110，INSEE市镇编码为51318。

## 政治
拉瓦讷所属的省级选区为勃艮第-弗雷讷县。

## 人口

1962-2008年间拉瓦讷人口变化图示

拉瓦讷于2022年1月1日时的人口数量为573人。